# Taylor Lautner
Taylor Daniel Lautner (pronunțat /ˈlaʊtnər/, LOWT-ner, n. 11 februarie 1992) este un actor, manechin și artist marțial american. Lautner este cunoscut pentru rolul lui Jacob Black din seria Saga Amurg, bazată pe romanele cu același nume scrise de Stephenie Meyer.
Lautner a început să practice artele marțiale încă din copilărie, în Holland, Michigan, fiind clasat pe primul locul la categoria sa de Asociația Americană a Sporturilor de Karate. Mai târziu acesta și-a început cariera în actorie, având diverse roluri secundare în seriale de comedie precum The Bernie Mac Show (2003) și Nevastă-mea și copii (2004), dar și roluri de dublaj în Ce mai e nou Scooby Doo? (2005) și Danny Phantom (2005). În 2005 el a apărut în filmul Cu duzina e mai ieftin 2 - Războiul taților, urmând ca apoi să interpreteze rolul principal în Aventurile lui Sharkboy și Lavagirl în 3-D (2005) și Răpirea (2011).
Lautner a devenit spre sfârșitul anilor 2000 un idol al tinerilor și un sex simbol odată cu schimbarea intensă a fizicul său pentru păstrarea rolului lui Jacob Black, atrăgând în repetate rânduri atenția presei. În 2010 a fost clasat de revista Glamour pe locul al doilea în lista „Cei mai sexy 50 de bărbați din 2010”, iar People l-a inclus pe locul al patrulea în lista „Cele mai uimitoare corpuri”. Tot în același an Lautner a fost numit cel mai bine plătit actor adolescent de la Hollywood.

## Copilăria și studiile
Lautner s-a născut pe 11 februarie 1992 în orașul Grand Rapids, Michigan.

## Imagine publică

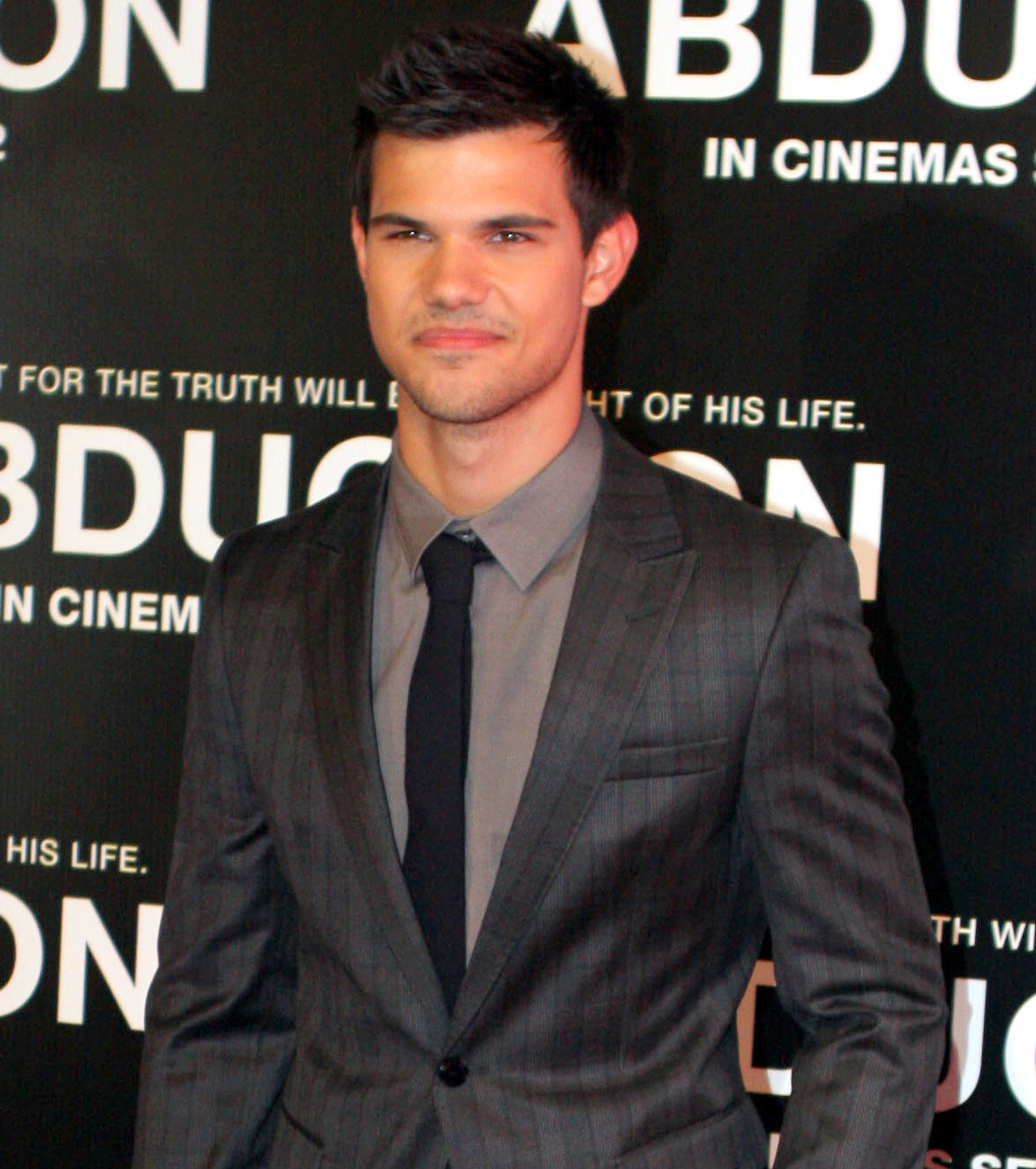
Lautner la premiera filmului Răpirea din 2011.

Publicații precum GQ, Rolling Stone și People l-au numit pe Lautner un sex simbol, cea din urmă considerându-l un viitor simbol al culturii pop.

## Viața personală
Lautner are un plan de antrenament complex care a fost publicat de revista Men's Health și un regim alimentar specific după ce și-a dezvoltat corpul pentru filmul Saga Amurg: Lună Nouă. În plus, el practică artele marțiale în mod regulat, declarând că nu consumă droguri sau alcool.
Lautner locuiește împreună cu părinții și sora lui mai mică în Valencia, California, locație pe care o preferă datorită lipsei de paparazzi. El a declarat că niciodată nu s-a gândit să se mute pe cont propriu, adăugând: „Ceea ce îmi place este că viața mea de acasă nu s-a schimbat. Ajut în continuare cu gunoiul. Ajut în continuare cu gazonul.” El deține un BMW seria 5 cu ferestre fumurii pentru a-și păstra anonimatul.
Datorită succesului pe care l-a cunoscut odată cu filmele din Saga Amurg, Lautner a devenit prea ocupat pentru a mai merge la școală, așa că și-a luat examenul de competență și a absolvit liceul în 2008. El a declarat la emisiunea Late Show with David Letterman că dacă nu ar avea treabă ar dori să se întoarcă la școală.
În presa din 2009 s-a vehiculat că Lautner ar fi avut o relație cu cântăreața de muzică country Taylor Swift și cu actrița Selena Gomez.

## Filmografie

### Filme
| An   | Titlu                                      | Rol             | Note |
| ---- | ------------------------------------------ | --------------- | --- |
| 2001 | Shadow Fury                                | Young Kismet    | |
| 2005 | Aventurile lui Sharkboy și Lavagirl în 3-D | Sharkboy        | Nominalizat—Young Artist Awards pentru „Cea mai buna interpretare într-un film - actor principal tânăr” |
| 2005 | Cu duzina e mai ieftin 2                   | Elliot Murtaugh | |
| 2008 | Amurg                                      | Jacob Black     | Scream Awards pentru „Male Breakout Performance” Nominalizat—MTV Movie Awards pentru „Best Breakthrough Performance – Male” |
| 2009 | Saga Amurg: Lună Nouă                      | Jacob Black     | Kids' Choice Awards pentru „Actorul de film favorit” Kids Choice Awards pentru „Cel mai drăguț cuplu” (cu Kristen Stewart) People's Choice Awards pentru „Favorite Breakout Actor” Nominalizat—Young Artist Awards pentru „Cea mai bună interpretare într-un film - actor principal tânăr Nominalizat—Zmeura de Aur pentru cel mai prost cuplu (cu Kristen Stewart) |
| 2010 | Ziua îndrăgostiților                       | Willy Harrinton | Nominalizat—Teen Choice Awards pentru „Choice Movie: Liplock” (cu Taylor Swift) Nominalizat—Teen Choice Awards pentru „Choice Movie: Chemistry” (cu Taylor Swift) Nominalizat—MTV Movie Awards pentru cel mai bun sărut (cu Taylor Swift) Nominalizat—„Zmeura de Aur pentru cel mai prost cuplu” |
| 2010 | Saga Amurg: Eclipsa                        | Jacob Black     | Teen Choice Awards pentru „Choice Movie Actor: Fantasy” People's Choice Awards pentru „Favorite On-screen Team” (cu Robert Pattinson și Kristen Stewart) Nominalizat—Scream Awards pentru „Cel mai bun actor de fantezie” Nominalizat—Nickelodeon Australian Kids' Choice Awards pentru „ărutul favorit” (cu Kristen Stewart) Nominalizat—People's Choice Awards pentru „Actorul de film favorit” Nominalizat—Zmeura de Aur pentru cel mai prost actor Nominalizat—Zmeura de Aur pentru cel mai prost cuplu (cu distribuția) |
| 2011 | Răpirea                                    | Nathan          | Teen Choice Award Choice Movie Actor Action Nominalizat—Zmeura de Aur pentru cel mai prost actor Nominalizat—People's Choice Award pentru Actorul favorit dintr-un film de acțiune |
| 2011 | Saga Amurg: Zori de Zi - Partea I          | Jacob Black     | Kids Choice Awards pentru „Favorite Buttkicker” Nominalizat—Zmeura de Aur pentru cel mai prost actor Nominalizat—Zmeura de Aur pentru cel mai prost cuplu (cu Kristen Stewart) Nominalizat—Teen Choice Award Choice Movie Actor Sci-Fi/Fantasy |
| 2012 | Saga Amurg: Zori de Zi - Partea II         | Jacob Black     | Zmeura de Aur pentru cel mai prost actor într-un rol secundar Zmeura de Aur pentru cel mai prost cuplu (cu Mackenzie Foy) Zmeura de Aur pentru cel mai prost ansamblu În așteptare- MTV Movie Award pentru „Cea mai bună interpretare fără tricou” |
| 2013 | Oameni mari și fără minte 2                | Andy            | Postproducție |
| 2014 | Tracers                                    | Cam             | Preproducție |

### Televiziune
| An   | Titlu                       | Rol                                              | Note       |
| ---- | --------------------------- | ------------------------------------------------ | ---------- |
| 2003 | The Bernie Mac Show         | Aaron                                            | 2 episoade |
| 2004 | Nevastă-mea și copii        | Tyrone                                           | 1 episod   |
| 2004 | Summerland                  | Băiatul de pe plajă                              |            |
| 2005 | Danny Phantom               | Youngblood (voce)                                | 3 episoade |
| 2005 | Duck Dodgers                | Reggie Wasserstein/Terrible Obnoxious Boy (voce) | 2 episoade |
| 2005 | Ce mai e nou Scooby Doo?    | Dennis/Ned (voce)                                | 2 episoade |
| 2006 | Love, Inc.                  | Oliver                                           |            |
| 2006 | He's a Bully, Charlie Brown | Joe Agate (voce)                                 | TV special |
| 2008 | My Own Worst Enemy          | Jack Spivey                                      |            |

## Premii și nominalizări
| An   | Premiu                         | Categorie                                                              | Film                                         | Rezultat     |
| ---- | ------------------------------ | ---------------------------------------------------------------------- | -------------------------------------------- | ------------ |
| 2005 | Young Artist Awards            | „Cea mai buna interpretare într-un film - actor principal tânăr”       | Aventurile lui Sharkboy și Lavagirl în 3-D   | Nominalizare |
| 2009 | Scream Awards                  | „Male Breakout Performance”                                            | Amurg                                        | Câștigat     |
| 2009 | MTV Movie Awards               | „Best Breakthrough Performance – Male”                                 | Amurg                                        | Nominalizare |
| 2009 | Teen Choice Awards             | „Choice Fresh Face – Male”                                             | El însuși                                    | Câștigat     |
| 2010 | People's Choice Awards         | „Favorite Breakout Actor”                                              | Saga Amurg: Lună Nouă                        | Câștigat     |
| 2010 | Kids Choice Awards             | „Actorul de film favorit”                                              | Saga Amurg: Lună Nouă                        | Câștigat     |
| 2010 | Kids Choice Awards             | „Cel mai drăguț cuplu” (cu Kristen Stewart)                            | Saga Amurg: Lună Nouă                        | Câștigat     |
| 2010 | Zmeura de Aur                  | „Zmeura de Aur pentru cel mai prost cuplu” (cu Kristen Stewart)        | Saga Amurg: Lună Nouă                        | Nominalizare |
| 2010 | Young Artist Awards            | „Cea mai buna interpretare într-un film - actor principal tânăr”       | Saga Amurg: Lună Nouă                        | Nominalizare |
| 2010 | MTV Movie Awards               | „Cel mai bun sărut” (cu Taylor Swift)                                  | Ziua îndrăgostiților                         | Nominalizare |
| 2010 | Teen Choice Awards             | „Male Hottie”                                                          | El însuși                                    | Câștigat     |
| 2010 | Teen Choice Awards             | „Red Carpet Fashion Icon – Male”                                       | El însuși                                    | Câștigat     |
| 2010 | Teen Choice Awards             | „Choice Smile”                                                         | El însuși                                    | Câștigat     |
| 2010 | Teen Choice Awards             | „Choice Movie Actor: Fantasy”                                          | Saga Amurg: Eclipsa                          | Câștigat     |
| 2010 | Teen Choice Awards             | „Choice Movie: Liplock” (cu Taylor Swift)                              | Ziua îndrăgostiților                         | Nominalizare |
| 2010 | Teen Choice Awards             | „Choice Movie: Chemistry” (cu Taylor Swift)                            | Ziua îndrăgostiților                         | Nominalizare |
| 2010 | Scream Awards                  | „Cel mai bun actor de fantezie”                                        | Saga Amurg: Eclipsa                          | Nominalizare |
| 2010 | Australian Kids' Choice Awards | „Sărutul favorit” (cu Kristen Stewart)                                 | Saga Amurg: Eclipsa                          | Nominalizare |
| 2010 | Australian Kids' Choice Awards | „Hottest Hottie”                                                       | El însuși                                    | Câștigat     |
| 2011 | People's Choice Awards         | „Actorul de film favorit”                                              | Saga Amurg: Eclipsa                          | Nominalizare |
| 2011 | People's Choice Awards         | „Favorite On-screen Team” (cu Robert Pattinson și Kristen Stewart)     | Saga Amurg: Eclipsa                          | Câștigat     |
| 2011 | Golden Raspberry Awards        | „Zmeura de Aur pentru cel mai prost actor”                             | Saga Amurg: Eclipsa și Ziua îndrăgostiților  | Nominalizare |
| 2011 | Golden Raspberry Awards        | „Zmeura de Aur pentru cel mai prost ansamblu” (alături de distribuție) | Saga Amurg: Eclipsa                          | Nominalizare |
| 2012 | Zmeura de Aur                  | „Zmeura de Aur pentru cel mai prost actor”                             | Saga Amurg: Zori de Zi – Partea I și Răpirea | Nominalizare |
| 2012 | Zmeura de Aur                  | „Zmeura de Aur pentru cel mai prost cuplu” (cu Kristen Stewart)        | Saga Amurg: Zori de Zi – Partea I            | Nominalizare |
| 2012 | Zmeura de Aur                  | „Cel mai prost ansamblu” (alături de distribuție)                      | Saga Amurg: Zori de Zi – Partea I            | Nominalizare |
| 2012 | Kids Choice Awards             | „Favorite Buttkicker”                                                  | Saga Amurg: Zori de Zi – Partea I            | Câștigat     |
| 2013 | Zmeura de Aur                  | „Zmeura de Aur pentru cel mai prost actor într-un rol secundar”        | Saga Amurg: Zori de Zi – Partea II           | Câștigat     |
| 2013 | Zmeura de Aur                  | „Zmeura de Aur pentru cel mai prost cuplu” (cu Mackenzie Foy)          | Saga Amurg: Zori de Zi – Partea II           | Câștigat     |
| 2013 | Zmeura de Aur                  | „Cel mai prost ansamblu” (alături de distribuție)                      | Saga Amurg: Zori de Zi – Partea II           | Câștigat     |